# Między ustami a brzegiem pucharu (film)
Między ustami a brzegiem pucharu – melodramat, kostiumowy produkcji polskiej z 1987 roku, w reżyserii Zbigniewa Kuźmińskiego. Adaptacja powieści Marii Rodziewiczówny o tym samym tytule.
Pierwotnie planowano ekranizację powieści w 1939, co uniemożliwił wybuch II wojny światowej.

## Opis fabuły
Akcja filmu rozgrywa się w Berlinie na przełomie XIX i XX wieku. Hrabia Wentzel - młody arystokrata z Prus, w którego żyłach płynie polska krew, zakochuje się w dumnej i pięknej dziewczynie z Wielkopolski - Jadwidze Chrząstkowskiej, siostrze polskiego powstańca. Zafascynowany kobietą postanawia się do niej zbliżyć.
Pewnego dnia ratuje Jadwigę przed brutalnym baronem Wertheimem, który wypomina mu jego polskie pochodzenie. Mimo pomocy Jadwiga nie chce się z nim spotkać. Ale hrabia łatwo nie daje za wygraną. Będzie musiał jednak stawić czoła wielu przeszkodom, zanim zdobędzie serce dziewczyny. Jest to też opowieść o powolnej, bolesnej przemianie zakochanego Wentzla w Wacława, sprusaczonego kosmopolity w polskiego patriotę, dowodzi, że nigdy nie jest za późno na zmianę, na wywikłanie się z przeszłości, na nowy początek. Dowodzi też, który to już raz, potęgi i siły miłości.

## Obsada
- Jacek Chmielnik − hrabia Wentzel
- Robert Inglot − Herbert von Blankenheim
- Barbara Brylska − pani Mielżyńska
- Jacek Czyż − Jan Chrząstkowski
- Monika Marciniak − Sperlingowa
- Hanna Bedryńska − Dora von Eschenbach
- Piotr Binder − Peter von Ekchardt
- Katarzyna Gniewkowska − Jadwiga Chrząstkowska
- Bogusław Semotiuk − Paul von Schenich
- Maria Nowotarska − hrabina Tekla Ostrowska
- Marek Frąckowiak − Adam Głębocki
- Gustaw Kron − baron Wertheim
- Jan Hencz − Sperling
- Henryk Bista − kamerdyner Franz
- Anna Wesołowska-Piechocińska − Aurora von Carolath, kochanka Wentzla
- Leon Niemczyk
- Czesław Przybyła − Mateusz, lokaj w Mariampolu
- Bogusław Augustyn − Ebendorf
- Katarzyna Śmiechowicz − tancerka

## Ekipa
- Reżyseria - Zbigniew Kuźmiński
- Scenariusz - Kazimierz Radowicz
- Zdjęcia - Tomasz Tarasin
- Muzyka - Piotr Marczewski
- Scenografia - Jarosław Świtoniak

## Nagrody
- 1987 - Henryk Bista, nagroda na VI Włocławskim Przeglądzie Filmów Polskich
- 1987 - Zbigniew Kuźmiński, Nagroda Główna, nagroda publiczności oraz Nagroda PRON na VI Włocławskim Przeglądzie Filmów Polskich